# 盆たたき
盆たたき（ぼんたたき）とは、愛知県愛西市（旧立田村地区）の行事である。提灯とぼしと並び、同地区では伝統的な行事の1つである。

## 概要
地の神を静めるための行事で、お盆前に行われる。各字ごとにその地区の子供（主として小学生の男児）が各家を回り、玄関先で唄にあわせて藁と縄で作った棒状のもの（「叩き棒」などと呼ばれる）で地面を叩く。各家ではその礼として菓子や花火、西瓜などを与える。

## その他
かつては少子化に伴い女児を含める、中学生まで対象とするなどの対策が取られることも多くなっていたが、1990年代後半からは行事自体を行わない地域がほとんどとなっている。